# Emanuele Venturelli
Emanuele Venturelli (Coreglia Antelminelli, 8 marzo 1972) è un allenatore di calcio ed ex calciatore italiano, di ruolo difensore.

## Carriera

### Giocatore
Crebbe calcisticamente nel Barga, club del paese in cui è nato.
Dal Campionato Nazionale Dilettanti 1994-1995 giocò con il Castelnuovo Garfagnana per due stagioni, prima di passare per un anno al Pontedera in Serie C2. Nel 1998 torna al Castelnuovo con cui vince il CND e la stagione successiva gioca coi garfagnini in Serie C2 (in queste ultime due stagioni mette a segno complessivamente 20 reti).
Nel 2000 passa alla Triestina con cui passa dalla Serie C2 alla Serie B, categoria in cui gioca in maglia alabardata nella stagione 2002-2003.
Nel 2003 passa all'Arezzo dove alla prima stagione contribuisce alla vittoria della Serie C1 e l'anno seguente gioca nella prima parte di stagione in Serie B, prima di passare per alcuni mesi al Pisa in Serie C1.
Nell'estate 2005 torna all'Arezzo dove gioca nuovamente per alcuni mesi in Serie B, prima di passare al Catanzaro per la seconda parte del campionato ancora in cadetteria.
Nel 2006 passa alla Pistoiese dove resta per due stagioni di Serie C1.
Nel 2008 scende in Serie D alla Lucchese dove contribuisce alla pronta risalita fra i professionisti e poi gioca 9 partite nella seguente stagione in cui i rossoneri vincono la Lega Pro Seconda Divisione. Al termine di quel campionato, nell'estate 2010 lascia il calcio giocato.
Nella sua carriera ha totalizzato 54 presenze in Serie B.

### Allenatore
Appena chiusa la sua carriera da calciatore con la Lucchese accetta l'incarico di allenare la formazione Berretti della società rossonera, cosa che fa nella stagione 2010-2011.
Nel luglio 2011 viene nominato allenatore del Ghivizzano, club neopromosso in Eccellenza Toscana, da dove viene esonerato il successivo 12 ottobre.
Dal dicembre 2012 è il nuovo allenatore del Piano di Coreglia, in Seconda Categoria Toscana.

## Palmarès

### Giocatore

#### Competizioni nazionali
- Campionato italiano Serie C1: 1

Arezzo: 2003-2004
- Lega Pro Seconda Divisione: 1

Lucchese: 2009-2010
- Campionato Nazionale Dilettanti: 1

Castelnuovo Garfagnana: 1998-1999
- Serie D: 1

Lucchese: 2008-2009